# اتلرد (لرد مرسیا)
اتلرد، ارباب مرسیا (یا لرد مرسیا؛ درگذشته ۹۱۱ م) اندکی پس از مرگ آخرین پادشاه مرسیا، سئولوُلف دوم، در سال ۸۷۹ فرمانروای مرسیا شد. حکومت اتلرد به نیمه غربی مرسیا محدود میشد، چون شرق مرسیا به عنوان بخشی از دانلاو تحت فرمان وایکینگ ها بود.  اصل و نسب او مشخص نیست. او احتمالاً رهبر تهاجم ناموفق مرسیایی ها به ولز در سال ۸۸۱ بود و اندکی پس از آن با پادشاه آلفرد کبیر فرمانروای وسکس پیمان بست و متحد شد. این اتحاد با ازدواج اتلرد با دختر آلفرد یعنی اتلفلد، تثبیت شد.

در سال ۸۸۶، آلفرد لندن را به تصرف خود درآورد که از چندین حمله وایکینگ‌ها آسیب زیادی دیده بود. آلفرد سپس لندن را به اتلرد سپرد، زیرا به طور سنتی یک شهر مرسیایی بوده است. در سال ۸۹۲، وایکینگ ها حملات خود را تجدید کردند و سال بعد، اتلرد ارتشی از مرسیا، ساکسون غربی و ولز را رهبری کرد تا بر ارتش وایکینگ ها در نبرد باتینتون پیروز شوند. او سه سال بعد را در کنار پسر آلفرد و پادشاه آینده وسکس یعنی ادوارد بزرگ، با آنها جنگید.  مدتی پس از آن و در سال ۸۹۹ اتلرد بیمار شد و طی سالیان بیماری تا زمان مرگش، همسرش اتلفلد به عبارتی حاکم مؤثر مرسیا محسوب میشد.
پس از مرگ اتلرد در ۹۱۱، اتلفلد قدرت را به دست گرفت و تا زمان مرگ خود در سال ۹۱۸ به عنوان بانوی مرسیا حکومت کرد. تنها فرزند این زوج، دختری به نام الفوین، برای مدت کوتاهی پس از اتلفلد حکومت کرد تا اینکه توسط دایی اش، شاه ادوارد، خلع شد و ادوارد خود به تخت مرسیا نشست و همزمان پادشاه وسکس و مرسیا شد.